# Linha Hastings
A linha Hastings é uma linha ferroviária secundária entre Kent e East Sussex, Inglaterra, que liga Hastings à cidade principal de Tunbridge Wells e Londres, através de Tonbridge e Sevenoaks. Apesar de transportar, principalmente, passageiros, a ferrovia também serve para uma mina de gesso, que transporta cargas. A Southeastern Trains opera trens de passageiros na linha Southeastern Trains, que é uma das suas linhas mais requisitadas.
A ferrovia foi construída pela South Eastern Railway no início dos anos 1850, no terreno difícil de High Weald. A supervisão da construção da linha foi ineficiente, permitindo que os empreiteiros poupassem no revestimento dos túneis. Esses problemas surgiram logo após a inauguração da ferrovia. As retificações resultaram em uma bitola de carga reduzida ao longo da linha, exigindo a utilização de material rodante dedicado.
Desde a inauguração até o final da década de 1950, os serviços de passageiros foram assumidos por uma frota de unidades múltiplas diesel-elétricas construídas de acordo com a bitola de carga da linha. As locomotivas a diesel movimentavam cargas e também eram projetadas para se adequar ao gabarito de carga. As unidades múltiplas diesel-elétricas foram utilizadas na linha até 1986, quando a linha foi eletrificada e os túneis mais severamente afetados foram reduzidos de via dupla para via simples.
1. ↑  «Hastings». www.kentrail.org.uk. Consultado em 29 de agosto de 2024